# Храм Христа Спасителя (Баня-Лука)
Храм Христа Спасителя (серб. Саборни храм Христа Спаситеља) — кафедральный храм Баня-Лукской епархии Сербской православной церкви.

## История
Строительство собора Христа Спасителя началось в 1925 году и было закончено в 1929. Собор был освящён в 1939 году. Храм пострадал при бомбардировке 12 апреля 1941 года и позднее был разрушен усташами.
После Второй мировой войны на месте храма был поставлен памятник павшим солдатам. В 1992 году было получено разрешение на восстановление храма, а памятник был перенесён на другое место. В 1993 был заложен фундамент, который освятил Патриарх Сербский Павел. 26 сентября 2004 в храме была отслужена первая литургия. Официальное освящение состоялось 28 мая 2009 на праздник Вознесения.

## Архитектура
Храм построен из красного и жёлтого травертина из Месопотамии. Стены трёхслойные — камень, железобетон и кирпич. Купола покрыты хромированной жестью золотого цвета, привезённой из Сибири.
Длина собора составляет 22,1 м, ширина — 19,5 м, высота купола 22,37 м. Колокольня имеет квадратное основание размерами 5,40 × 5,40 м. Высота колокольни (без креста) — 44,95 м, с крестом — 47,1 м.